# High Tech Campus Eindhoven

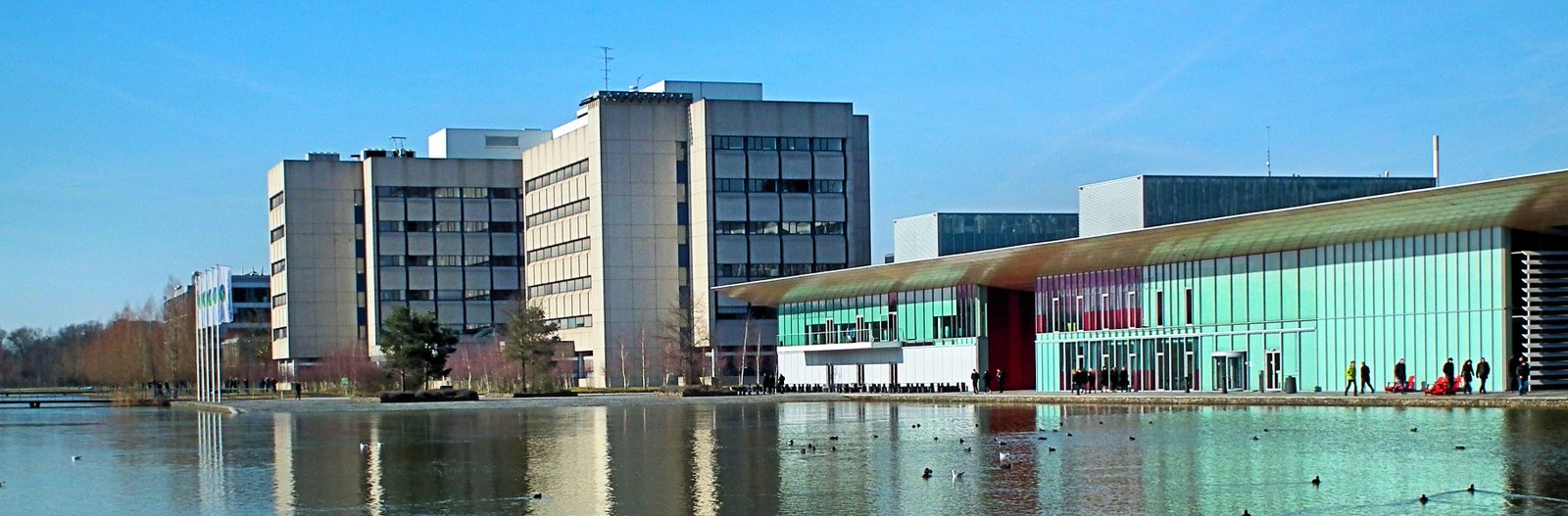
De campus

De High Tech Campus Eindhoven, voorheen Philips High Tech Campus, is een op technologie gerichte bedrijven-campus aan de rand van Eindhoven en Waalre, langs de A2. Het is gevestigd op het terrein van het NatLab. Van oorsprong is het opgezet door Philips in 1998, maar inmiddels is er een veelvoud aan bedrijven gevestigd, wat resulteert in een cluster van technisch-wetenschappelijk onderzoek, ontwikkeling en proces- en productietechnologie. In 2012 werd het terrein overgenomen van Philips door een groep investeerders onder leiding van Marcel Boekhoorn. In 2021 verkocht Boekhoorn het weer door aan de Amerikaanse investeringsmaatschappij Oaktree Capital Management.
Op het terrein zijn onder andere enkele restaurants, sportfaciliteiten, winkels, een supermarkt en een kapperszaak gevestigd. De meeste centrale voorzieningen bevinden zich in The Strip, een langgerekt gebouw.
De High Tech Campus Eindhoven is een middelpunt van technologische ontwikkelingen met meer dan 165 bedrijven en technische instituten die gezamenlijk onderzoek doen.

Het onderzoek is verdeeld in vijf clusters:
- Nano- en Microsystemen
- Life Tech
- Infotainment
- Ingebouwde Software
- High-Tech Systemen

Was het Philips' Natuurkundig Laboratorium niet toegankelijk voor het publiek, het terrein van de High Tech Campus is dat wél, behalve in het weekend. De individuele gebouwen op de campus zijn overigens niet toegankelijk, afgezien van de Strip en de voorzieningen daarin.